# Schweizer Snooker-Meisterschaft
Die Schweizer Snooker-Meisterschaft ist ein Wettbewerb zur Ermittlung des nationalen Meistertitels in der Billardvariante Snooker in der Schweiz. 

## Geschichte
Seit 1988 finden jährlich die Schweizer Meisterschaften in der Disziplin Snooker statt; ausgetragen werden diese von der Sektion Swiss Snooker des Schweizerischen Billard Verbandes. Neben dem Turnier der Männer werden auch Titel für die besten Junioren (seit 2006) und im Six-Red-Snooker (seit 2016) ausgespielt. Die Meisterschaften der Frauen und Senioren, die beide 2007 erstmals stattfanden, konnten sich nicht halten und wurden 2014 bzw. 2009 letztmals ausgetragen.
Erfolgreichster Spieler bei den Männern ist der schottischstämmige Jonni Fulcher mit sechs Titeln bei zehn Finalteilnahmen zwischen 2003 und 2024. Bei den Frauen ist Regula Hitz mit 3 Titel Rekordsiegerin; im 6-Reds gewann Alain Vergère mit vier Meisterschaften am häufigsten.

## Titelträger
| Jahr / Saison | Männer                   | Männer                 | Männer                   | Männer                                 | Frauen            | Senioren          | Junioren               | 6-Reds            |
| Jahr / Saison | Sieger                   | Ergebnis               | Finalist                 | Halbfinalisten 1                       | Frauen            | Senioren          | Junioren               | 6-Reds            |
| ------------- | ------------------------ | ---------------------- | ------------------------ | -------------------------------------- | ----------------- | ----------------- | ---------------------- | ----------------- |
| 1988          | Nasir Hamirani           | unbekannt              | unbekannt                | unbekannt                              | nicht ausgetragen | nicht ausgetragen | nicht ausgetragen      | nicht ausgetragen |
| 1989          | Tommy Cheung             | unbekannt              | unbekannt                | unbekannt                              | nicht ausgetragen | nicht ausgetragen | nicht ausgetragen      | nicht ausgetragen |
| 1990          | Peter Jäggi              | unbekannt              | unbekannt                | unbekannt                              | nicht ausgetragen | nicht ausgetragen | nicht ausgetragen      | nicht ausgetragen |
| 1991          | Peter Jäggi              | unbekannt              | unbekannt                | unbekannt                              | nicht ausgetragen | nicht ausgetragen | nicht ausgetragen      | nicht ausgetragen |
| 1992          | Markus von Niederhäusern | unbekannt              | unbekannt                | unbekannt                              | nicht ausgetragen | nicht ausgetragen | nicht ausgetragen      | nicht ausgetragen |
| 1993          | Piotr Kruze              | unbekannt              | unbekannt                | unbekannt                              | nicht ausgetragen | nicht ausgetragen | nicht ausgetragen      | nicht ausgetragen |
| 1994          | Tom Zimmermann           | unbekannt              | Andy Vogel               | unbekannt                              | nicht ausgetragen | nicht ausgetragen | nicht ausgetragen      | nicht ausgetragen |
| 1995          | Piotr Kruze              | 5:1                    | Bashkim Azizaj           | Tommy Cheung 2 Martin Schärer          | nicht ausgetragen | nicht ausgetragen | nicht ausgetragen      | nicht ausgetragen |
| 1996          | Markus von Niederhäusern | unbekannt              | Tom Zimmermann           | Piotr Kruze Falk Hollenwäger           | nicht ausgetragen | nicht ausgetragen | nicht ausgetragen      | nicht ausgetragen |
| 1997          | Thomas Fischer           | 6:5                    | Markus von Niederhäusern | Murat Ayas Falk Hollenwäger            | nicht ausgetragen | nicht ausgetragen | nicht ausgetragen      | nicht ausgetragen |
| 1998          | Tom Zimmermann           | unbekannt              | Piotr Kruze              | Thomas Fischer Tommy Cheung            | nicht ausgetragen | nicht ausgetragen | nicht ausgetragen      | nicht ausgetragen |
| 1999          | Tom Zimmermann           | 6:0                    | Thomas Fischer           | Falk Hollenwäger Claudio Villani       | nicht ausgetragen | nicht ausgetragen | nicht ausgetragen      | nicht ausgetragen |
| 2000          | Tom Zimmermann           | 6:2                    | Dean Thomas              | Tommy Cheung Dominic Lienhard          | nicht ausgetragen | nicht ausgetragen | nicht ausgetragen      | nicht ausgetragen |
| 2001          | Piotr Kruze              | 6:3                    | Dean Thomas              | Robert Derendinger Thomas Fischer      | nicht ausgetragen | nicht ausgetragen | nicht ausgetragen      | nicht ausgetragen |
| 2002          | Dominic Lienhard         | 6:2                    | Thomas Fischer           | Piotr Kruze Falk Hollenwäger           | nicht ausgetragen | nicht ausgetragen | nicht ausgetragen      | nicht ausgetragen |
| 2003          | Piotr Kruze              | 6:1                    | Falk Hollenwäger         | Thomas Fischer Thomas Roth             | nicht ausgetragen | nicht ausgetragen | nicht ausgetragen      | nicht ausgetragen |
| 2003/04       | Jonni Fulcher            | 6:0                    | Robert Derendinger       | Thomas Fischer André Seiler            | nicht ausgetragen | nicht ausgetragen | nicht ausgetragen      | nicht ausgetragen |
| 2004/05       | Douglas Hogan 3          | 6:2                    | Jonni Fulcher            | Martin Schamaun Piotr Kruze            | nicht ausgetragen | nicht ausgetragen | nicht ausgetragen      | nicht ausgetragen |
| 2005/06       | Douglas Hogan 3          | 6:2                    | Marcel Müller            | Oscar Medela Robert Derendinger        | nicht ausgetragen | nicht ausgetragen | Samuel Lanthaler       | nicht ausgetragen |
| 2006/07       | Oscar Medela             | 5:4                    | Thomas Fischer           | Tom Zimmermann Markus Wittig           | Regula Hitz       | Piotr Kruze       | Lukas Weber            | nicht ausgetragen |
| 2007/08       | Thomas Fischer           | 6:2                    | Samuel Lanthaler         | Oscar Medela Tom Zimmermann            | Regula Hitz       | Dean Thomas       | Lukas Weber            | nicht ausgetragen |
| 2008/09       | Thomas Fischer           | 5:4                    | Tom Zimmermann           | Samuel Lanthaler Manuel Zweifel        | Claudia Weber     | Falk Hollenwäger  | Viktor Hüsser          | nicht ausgetragen |
| 2009/10       | Thomas Fischer           | 5:1                    | Tom Zimmermann           | Urs Freitag Oscar Medela               | Jenny Gabriel     | nicht ausgetragen | Alexander Ursenbacher  | nicht ausgetragen |
| 2010/11       | Oscar Medela             | 5:2                    | Stefan Schneider         | Alexander Ursenbacher Thomas Fischer   | Jenny Gabriel 4   | nicht ausgetragen | Kevin Wegmann          | nicht ausgetragen |
| 2011/12       | Alexander Ursenbacher    | 5:1                    | Murat Ayas               | Marcel Müller Pascal Camenzind         | nicht ausgetragen | nicht ausgetragen | Marvin Losi            | nicht ausgetragen |
| 2012/13       | Alexander Ursenbacher    | 5:2                    | Tom Zimmermann           | Tomas Faoro Marvin Losi                | Claudia Weber     | nicht ausgetragen | Kevin Wegmann          | nicht ausgetragen |
| 2013/14       | Stefan Schneider         | 5:3                    | Thomas Pfanner           | Tom Zimmermann Martin Hasler           | Regula Hitz       | nicht ausgetragen | nicht ausgetragen      | nicht ausgetragen |
| 2014/15       | Tom Zimmermann           | 5:3                    | Marvin Losi              | Pascal Camenzind Martin Hasler         | nicht ausgetragen | nicht ausgetragen | nicht ausgetragen      | nicht ausgetragen |
| 2015/16       | Stefan Schneider         | 5:1                    | Mohanraj Sivasubramaniam | Jonni Fulcher Dominik Haug             | nicht ausgetragen | nicht ausgetragen | nicht ausgetragen      | Tom Zimmermann    |
| 2016/17       | Jonni Fulcher            | 5:1                    | Marvin Losi              | Marcel Müller Mohanraj Sivasubramaniam | nicht ausgetragen | nicht ausgetragen | nicht ausgetragen      | Marcel Müller     |
| 2017/18       | Jonni Fulcher            | 6:2                    | Alain Vergère            | Kevin Wegmann Marvin Losi              | nicht ausgetragen | nicht ausgetragen | nicht ausgetragen      | Julian Serradilla |
| 2018/19       | Luis Vetter              | 5:3                    | Jonni Fulcher            | Alain Vergère Stefan Schneider         | nicht ausgetragen | nicht ausgetragen | Dan Salzmann           | Umar Ali Shaikh   |
| 2019/20       | Jonni Fulcher            | 5                      | Risto Väyrynen 6         | Alain Vergère                          | nicht ausgetragen | nicht ausgetragen | nicht ausgetragen      | Alain Vergère     |
| 2021          | Jonni Fulcher            | 5:4                    | Alain Vergére            | Daniel Meyer Risto Väyrynen            | nicht ausgetragen | nicht ausgetragen | Jenson Schmid          | nicht ausgetragen |
| 2022          | Risto Väyrynen 6         | 4:0                    | Jonni Fulcher            | Alain Vergère Kevin Wegmann            | nicht ausgetragen | nicht ausgetragen | Jenson Schmid          | Alain Vergère     |
| 2023          | Risto Väyrynen 6         | 4:3                    | Jonni Fulcher            | Daniel Meyer Alain Vergère             | nicht ausgetragen | nicht ausgetragen | Jenson Schmid          | Alain Vergère     |
| 2024          | Jonni Fulcher            | 4:0                    | Alain Vergère            | Risto Väyrynen Marvin Losi             | nicht ausgetragen | nicht ausgetragen | Ali Sina Nijati        | Alain Vergère     |
| 2025          | noch nicht ausgetragen   | noch nicht ausgetragen | noch nicht ausgetragen   | noch nicht ausgetragen                 | nicht ausgetragen | nicht ausgetragen | noch nicht ausgetragen | Marvin Losi       |

## Rangliste der Männer
| Platz | Spieler                  | Gold | Silber | Finalteilnahmen |
| ----- | ------------------------ | ---- | ------ | --------------- |
| 1     | Jonni Fulcher            | 6    | 4      | 10              |
| 2     | Tom Zimmermann           | 5    | 4      | 9               |
| 3     | Thomas Fischer           | 4    | 3      | 7               |
| 4     | Piotr Kruze              | 4    | 1      | 5               |
| 5     | Stefan Schneider         | 2    | 1      | 3               |
| 5     | Risto Väyrynen           | 2    | 1      | 3               |
| 5     | Markus von Niederhäusern | 2    | 1      | 3               |
| 8     | Douglas Hogan            | 2    | 0      | 2               |
| 8     | Peter Jäggi              | 2    | 0      | 2               |
| 8     | Oscar Medela             | 2    | 0      | 2               |
| 8     | Alexander Ursenbacher    | 2    | 0      | 2               |
| 12    | Tommy Cheung             | 1    | 0      | 1               |
| 12    | Nasir Hamirani           | 1    | 0      | 1               |
| 12    | Dominic Lienhard         | 1    | 0      | 1               |
| 12    | Luis Vetter              | 1    | 0      | 1               |